# Świerszczów (gromada 1954–1959)
Świerszczów – dawna gromada, czyli najmniejsza jednostka podziału terytorialnego Polskiej Rzeczypospolitej Ludowej w latach 1954–1972.
Gromady, z gromadzkimi radami narodowymi (GRN) jako organami władzy najniższego stopnia na wsi, funkcjonowały od reformy reorganizującej administrację wiejską przeprowadzonej jesienią 1954 do momentu ich zniesienia z dniem 1 stycznia 1973, tym samym wypierając organizację gminną w latach 1954–1972.
Gromadę Świerszczów z siedzibą GRN w Świerszczowie utworzono – jako jedną z 8759 gromad na obszarze Polski – w powiecie chełmskim w woj. lubelskim na mocy uchwały nr 7 WRN w Lublinie z dnia 5 października 1954. W skład jednostki weszły obszary dotychczasowych gromad Borysik, Małków, Świerszczów wieś, Świerszczów kol. i Zagórze ze zniesionej gminy Wiszniewice w tymże powiecie. Dla gromady ustalono 12 członków gromadzkiej rady narodowej.
1 stycznia 1960 gromadę zniesiono, włączając jej obszar do gromady Cyców w tymże powiecie.
Uwaga: Gromada Świerszczów (o innym składzie) istniała w powiecie chełmskim także w latach 1962–72.